# Домашняя лошадь
Домашняя лошадь (лат. Equus caballus, или Equus ferus caballus) — животное из семейства лошадиных отряда непарнокопытных, одомашненный потомок дикой лошади (Equus ferus). Используется человеком вплоть до настоящего времени. Наука о лошадях — иппология.

## Общие сведения
Лошади (Equus) в широком смысле слова — единственный ныне живущий род семейства лошадиных (Equidae) отряда непарнокопытных (Perissodactyla). Наиболее характерную особенность лошадиных составляют ноги, имеющие только один вполне развитый и одетый копытом палец. Череп вытянут и отличается относительно длинной лицевой частью. Долгое время лошади были в числе экономически наиболее важных для человека домашних животных, однако их важность упала в связи с развитием механизации.
Самец лошади называется жеребцом, или (в просторечии) конём. Самка — кобылой. Кастрированный жеребец называется мерином. Детёныш лошади — жеребёнком.
В природе лошадь — житель больших, открытых пространств степей или прерий, спасающаяся в случае опасности при помощи бегства.
Наука, изучающая лошадей, называется иппологией.
Помещение для содержания одомашненной лошади называется конюшней.

## Происхождение

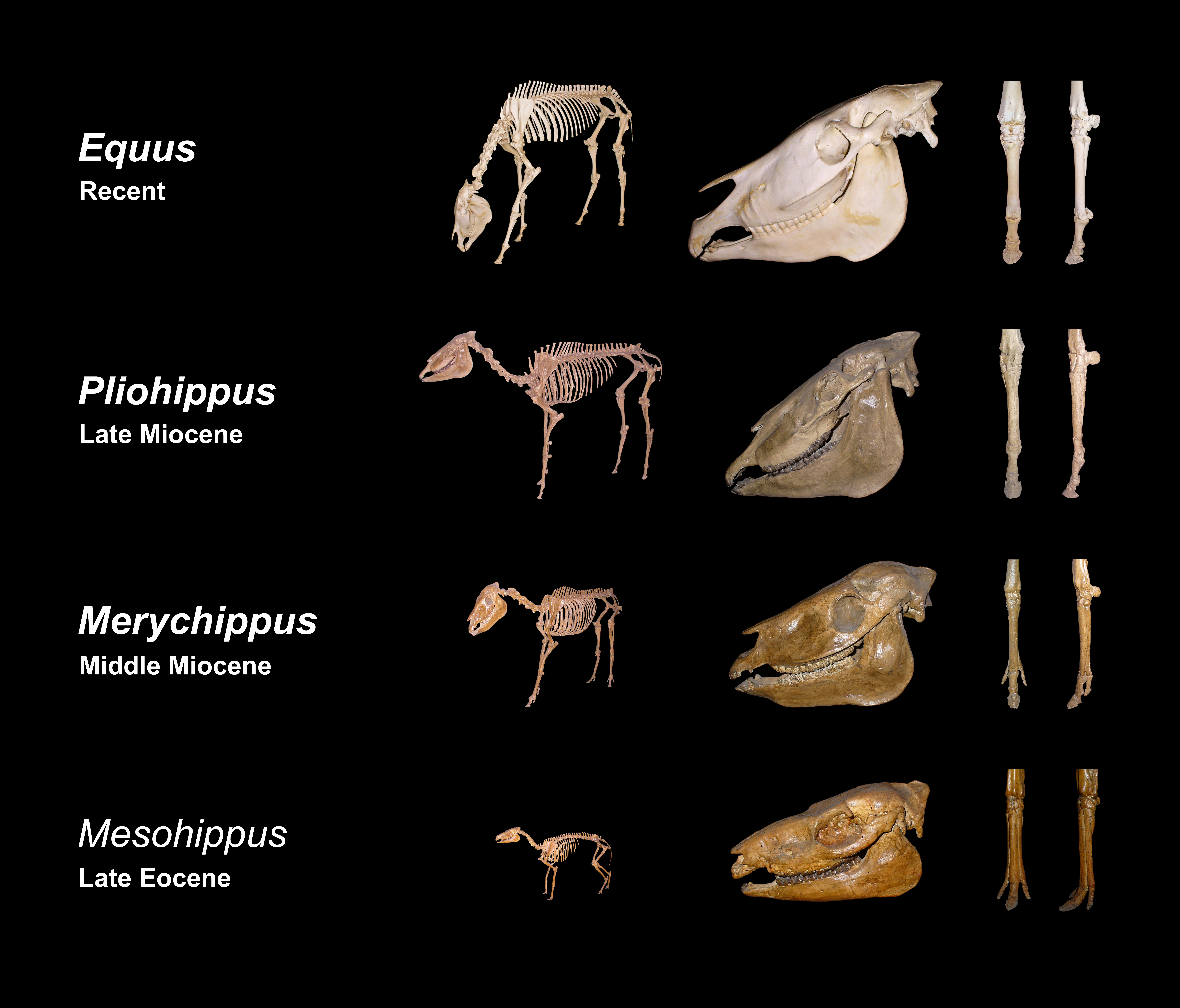
Схема эволюции лошади

Эволюция лошадей подробно изучена по ископаемым из Америки, относящимся ко всем периодам кайнозойской эры. В течение этого времени Америка была населена разнообразными млекопитающими, похожими на лошадь, но все они вымерли до открытия Америки европейцами. Первоначальные, ещё не найденные прародители лошади, по Маршу, имели по 5 пальцев на передних и задних ногах. Древнейший известный прародитель лошади, Eohippus из нижнего эоцена, был величиной с лисицу и имел на передних ногах по 4 хорошо развитых пальца и зачатку 5, на задних по 3. Выше в эоцене находятся остатки Orohippus такой же величины, но с 4 пальцами на передних ногах и 3 на задних. В верхнем эоцене встречается Epihippus с такими же ногами, но отличающийся по зубам. На границе миоцена найден Mesohippus, величиной с овцу, с 3 развитыми и 1 зачаточным пальцем на передних и 3 на задних ногах, несколько выше — Miohippus, или Anchitherium, у которого грифельная косточка 5-го, или наружного, пальца уменьшилась до короткого зачатка. В плиоцене изобиловал Protohippus, или Hipparion, величиной с осла, с 3 пальцами на передних и задних ногах, а ещё выше, в плиоцене, появляется близкий родственник современной лошади, род Pliohippus с 1 развитым пальцем, а ещё выше — настоящие лошади (Equus), величиной с современных, которые и заканчивают эту серию.
Ископаемые остатки форм, считаемых за прародителей лошади или принадлежавших к близким к ним боковым ветвям (так некоторые исследователи рассматривают гиппариона), известны и в других частях света.
Считалось, что предком домашней лошади является вымерший вид дикой лошади — тарпан. Однако, тарпан возник в результате смешения лошадей, происходящих из Европы (смоделированных как имеющие предков от лошадей культуры шнуровой керамики — 28,8—34,2 % в OrientAGraph 19 и 32,2—33,2 % в qpAdm 17), и лошадей, тесно связанных с кластером домашних лошадей DOM2.
Согласно теории «четырёх основных линий», все современные породы лошадей произошли от четырёх подвидов:
- верховой лошади (лат. Equus caballus mosbachensis, Мосбахская лошадь),
- восточной лошади (лат. Equus caballus caballus),
- лесной лошади[фр.] (лат. Equus caballus germanicus, Equus ferus ferus silvaticus),
- тарпана (лат. Equus caballus ferus)[5].

Самой древней культурой, приручившей лошадь, некоторыми авторами считалась ботайская культура, которая существовала в период между 3700 и 3000 гг. до н. э. на севере современного Казахстана. Однако, по данным исследования древней ДНК, оказалось, что ботайские лошади не имеют отношения к домашней лошади, а являются предками дикой лошади Пржевальского.
На основе изучения 273 геномов древних лошадей учёные пришли к выводу, что современные одомашненные породы кластера DOM2 не происходят от ботайской линии лошадей. Родиной современных домашних лошадей кластера DOM2 являются степи Западной Евразии, особенно регион низовий Волги и Дона, а не Анатолия. Генетическая преемственность с кластером DOM2 была отвергнута для всех лошадей, предшествующих примерно 2200 году до нашей эры. Современные домашние лошади кластера DOM2 в конечном итоге вытеснили почти все другие местные популяции, поскольку они быстро распространились по Евразии примерно с 2000 года до н. э., синхронно с конной материальной культурой, включая синташтинские колесницы со спицами.
Довольно часто у домашних лошадей встречаются уклонения, приближающие их к диким представителям семейства. Чаще всего уклонения эти, рассматриваемые как атавизм (то есть возвращение к признакам предков), касаются цвета шерсти; сюда относится, например, появление у лошадей светлой масти тёмной полосы вдоль спины, иногда с несколькими полосами на плечах. Некоторые считают за атавистическое явление и масть в яблоках, рассматривая крапины как остатки полосатости. Встречаются изредка более резкие и поразительные случаи атавизма — именно полидактилия, то есть появление 1 или более лишних пальцев; по Маршу, чаще всего встречается 2-й (внутренний) палец с вполне развитыми пястными или плюсневыми костями, вполне развитыми суставами пальца и копытом, которое, однако, редко касается земли. В случае развития 2 лишних пальцев по бокам среднего нога получает сходство с ногой гиппариона.

## Распространение
В отдельных регионах лошадь встречается в диком состоянии. Домашние распространены по всем странам во множестве пород, сильно различающихся по величине, сложению, форме головы, цвету и т. д. и местами одичали. В Европе дикие или одичавшие лошади — тарпаны — водились ещё в первой половине прошлого столетия. Одичавших лошадей встречал также Пржевальский в провинции Гань-су.

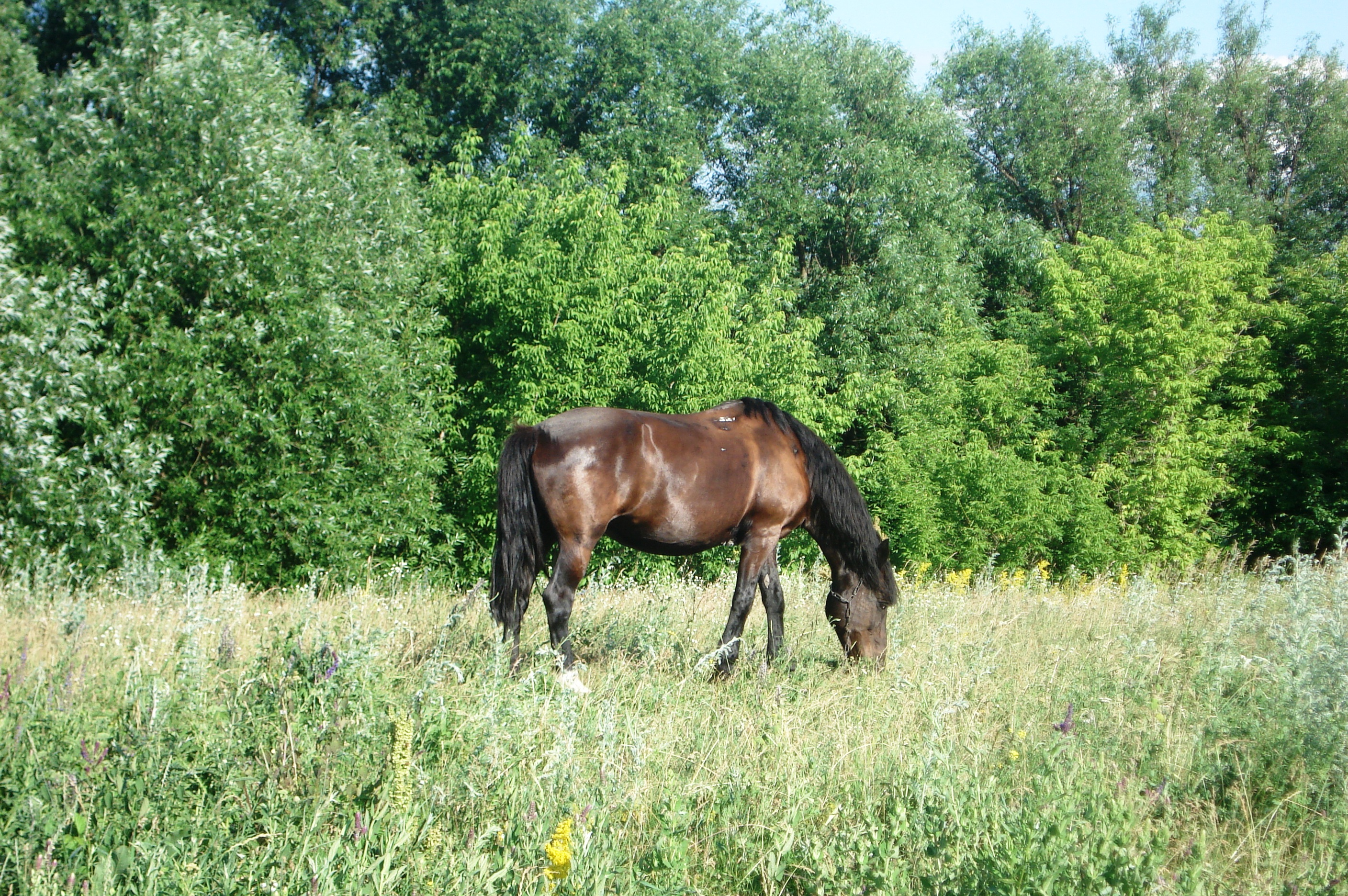
Лошадь в Воронежской области

Замечательна лёгкость, с которой лошади, предоставленные самим себе, при сколько-нибудь благоприятных условиях возвращаются в дикое состояние и начинают вести образ жизни, ничем не отличающийся от образа жизни диких представителей семейства.
Одичавших лошадей пампасов Южной Америки называют цимарронами. В Парагвае одичавшие лошади не живут, как полагают, из-за одной мухи, кладущей яйца в незаживший пупок новорожденных жеребят, от чего последние гибнут; домашние же живут в полудиком состоянии (мустанги), большими табунами, состоящими из маленьких групп (1 жеребец и 12—18 кобыл). Одичалые лошади населяют далее на север Льяносы. То же в меньших размерах наблюдалось в Мексике и на Фолклендских островах (здесь лошади под влиянием более сурового климата измельчали).
В России табун одичавших лошадей обитает в Ростовском заповеднике.

## Описание

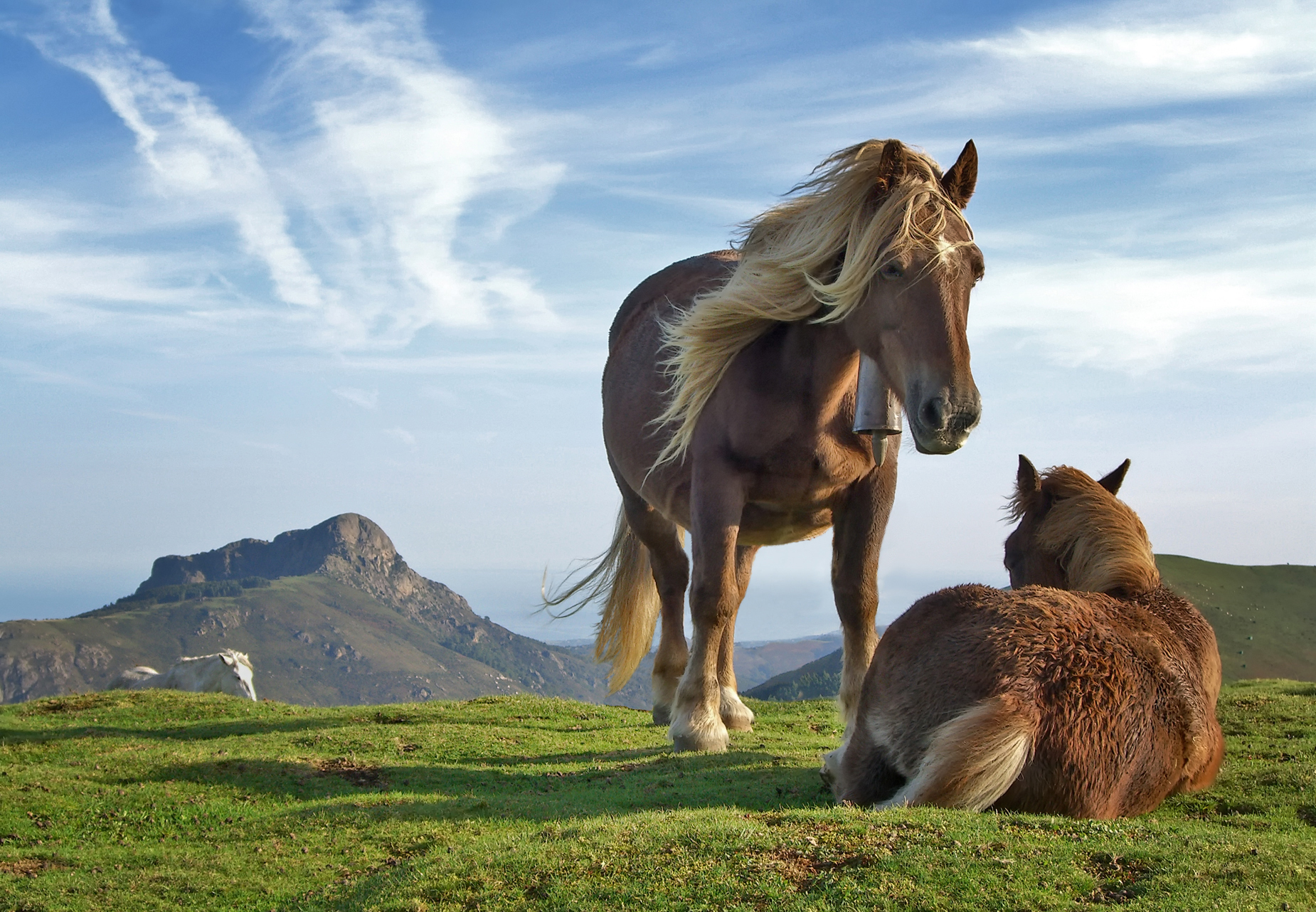
Лошади на горе Биандитц, Испания

Голова лошади — вытянутая, сухая, с большими живыми глазами, широкими ноздрями и большими или средней величины заострёнными и весьма подвижными ушами. У домашней лошади уши умеренной величины (гораздо меньше половины головы), грива длинная, свешивающаяся, шея длинная мускулистая, туловище округлённое, хвост покрыт длинными волосами от основания; масти чрезвычайно различны: вороная, рыжая, гнедая, серая и т. д., часто с белыми пятнами на голове и ногах; в виде исключения встречаются полосы на плечах, спине и ногах. Ноги высокие, умеренной толщины, стройные; первого и пятого пальца нет вовсе, от 2 и 4 существуют лишь зачатки (рудименты) в виде палочкообразных костей пясти и плюсны (так наз. грифельных), прилегающих к толстой пястной или плюсневой кости сильно развитого среднего пальца; копыто одевает лишь конец среднего пальца (на них и покоится поэтому вся тяжесть тела); на внутренней стороне запястий и пяток находятся роговые мозолистые утолщения, шишки (роговые места находятся также позади места сочленения пальца с вышележащими частями). Желудок простой, желчного пузыря нет, слепая кишка сильно развита. Яички заключены в мошонке. Матка двурогая, послед диффузный. У кобыл шейка матки короткая, со слабо развитым мышечным слоем. Слизистая оболочка имеет мелкую продольную складчатость. Тело матки длинное и широкое. Рога короткие, прямые, плоские. Мозг относительно мал, и полушария большого мозга (покрытые извилинами) не прикрывают мозжечка. Умственные способности, тем не менее, развиты довольно высоко.
Из чувств лучше всего развит слух, затем зрение и, наконец, обоняние. Относящиеся сюда дикие животные живут табунами, обыкновенно небольшими, из нескольких самок под предводительством самца, преимущественно в степных местностях, отличаются большой быстротой и осторожностью.
Лошадь имеет на теле волосы различной длины: короткие густые — покровные (шерсть), длинные волосы чёлки, гривы и хвоста — защитные и длинные редкие волосы возле губ, ноздрей и глаз — осязательные. Цвет этих волос определяет масть. К старости лошади, как и люди, седеют. Изменяется интенсивность цвета волосяного покрова и по временам года: зимой светлее, летом темнее.
Лошадь живёт в среднем 25-30 лет, среди некоторых пород пони встречаются животные, доживающие до 40 лет. Максимально достоверно известный рекорд долгожительства среди лошадей — 62 года. Столько прожил конь по кличке Олд Билли. Он родился в 1760 году в графстве Ланкашир от кливлендской гнедой кобылы и жеребца восточного происхождения. До 1819 буксировал баржи, затем был переведён на ферму в Лачфорде, находясь на которой он умер 27 ноября 1822 года. Череп Олд Билли хранится в Манчестерском музее.
Рост лошадей зависит от породы, от питания и особенностей ухода. Чем лучше питание и уход, тем крупнее становятся лошади. В общей массе домашние лошади имеют рост от 150 до 185 см, пони от 120 до 150 см. Однако в разных странах к пони причисляют лошадей с различным ростом в холке. Например, в США пони считается любая лошадь, чей рост в холке ниже 142 см. В Великобритании некоторые породы пони имеют рост в холке до 152 см. Самыми крупными среди лошадей считаются английские тяжеловозы породы шайр. Их рост составляет от 175 до 190 см. Самым тяжёлым был жеребец породы бельгийский тяжеловоз Бруклин Сюприм 1928 года рождения. При росте в 198 см он весил 1440 кг.
Самыми маленькими являются выведенные в Аргентине лошади породы фалабелла, представители которой вырастают до 70-76 см. Самым маленьким среди них считается жеребец Литтл Пампкин (Тыковка). Рост его составлял 35,5 см, а вес 9,07 кг.
Средний вес у пони составляет 100—200 кг. Крупные верховые и легкоупряжные лошади весят в среднем 400—600 кг. Тяжеловозные породы достигают веса в 700—900 кг. Самыми тяжёлыми лошадьми являются шайры — свыше 1400 кг.
Рассчитать вес лошади можно по формуле А. Моторина: вес (кг) = обхват груди (см)× 6 — 620. Эта формула больше подходит для расчёта веса полукровных, спортивных и легкоупряжных лошадей.

### Среда обитания
Лошади степных пород пасутся круглый год в степи и только в редких случаях подкармливаются сеном. Суровые зимы, бураны и в особенности гололедица, нередкая в степях, сильно мешают лошадям добывать корм из-под снега. При таких условиях животные к концу зимы превращаются в настоящие скелеты, а многие из них, особенно молодые, и гибнут. В течение лета опять нагуливают себе тело, и нередко даже матки имеют вид откормленных.

### Аллюры
Лошади при движении могут использовать разные походки, или «аллюры». Основные походки лошади: шаг, рысь, галоп и иноходь. Аллюры делятся на естественные и искусственные.

### Питание
Лошадь причисляется к травоядным животным. На пастбище она съедает от 25 до 100 кг травы в сутки. В зависимости от возраста и живой массы лошадь выпивает в среднем 30-60 литров воды в сутки летом и 20—25 литров зимой. Для пропитания лошади надо 4—5 акров земли, около 2 га.
Корм лошади состоит главным образом из овса и сена, хотя последнее иногда заменяется соломой. Много раз пытались заменить и овёс каким-либо другим зерновым кормом, но все такие попытки не увенчались успехом. Только в Италии, Испании и Португалии, особенно же на Востоке, ячмень является таким почти исключительным, как овёс, кормом лошади.

### Размножение и развитие
Беременность у лошадей длится приблизительно 335—340 дней (11 месяцев). Обычно кобыла рождает одного, реже — двух жеребят. Жеребята появляются на свет обычно на 2—7 дней позже, чем кобылки. Жеребёнок рождается зрячим и через несколько минут может стоять и ходить; он сосет 4—6 месяцев, в течение которых появляются молочные зубы, из молочных резцов средняя пара прорезывается через 8—14 дней после рождения, следующие — ещё через 2—3 недели; через 5—6 месяцев после рождения прорезываются наружные. Средние резцы сменяются около 2 ½ лет, следующие около 3 ½, крайние около 4 ½, вместе с ними прорезываются и клыки; далее возраст определяется по ямкам на резцах, в нижней челюсти, на внутренней паре резцов, они стираются в возрасте 5—6 лет, на средней — на 7-м году, на наружной — на 8-м; затем в той же последовательности стираются ямки на резцах верхней челюсти, а с 11—12 лет, когда ямки исчезают на всех резцах, возраст определяется с трудом. Лошадь в 3 года становится способной к размножению.

### Физиология лошади

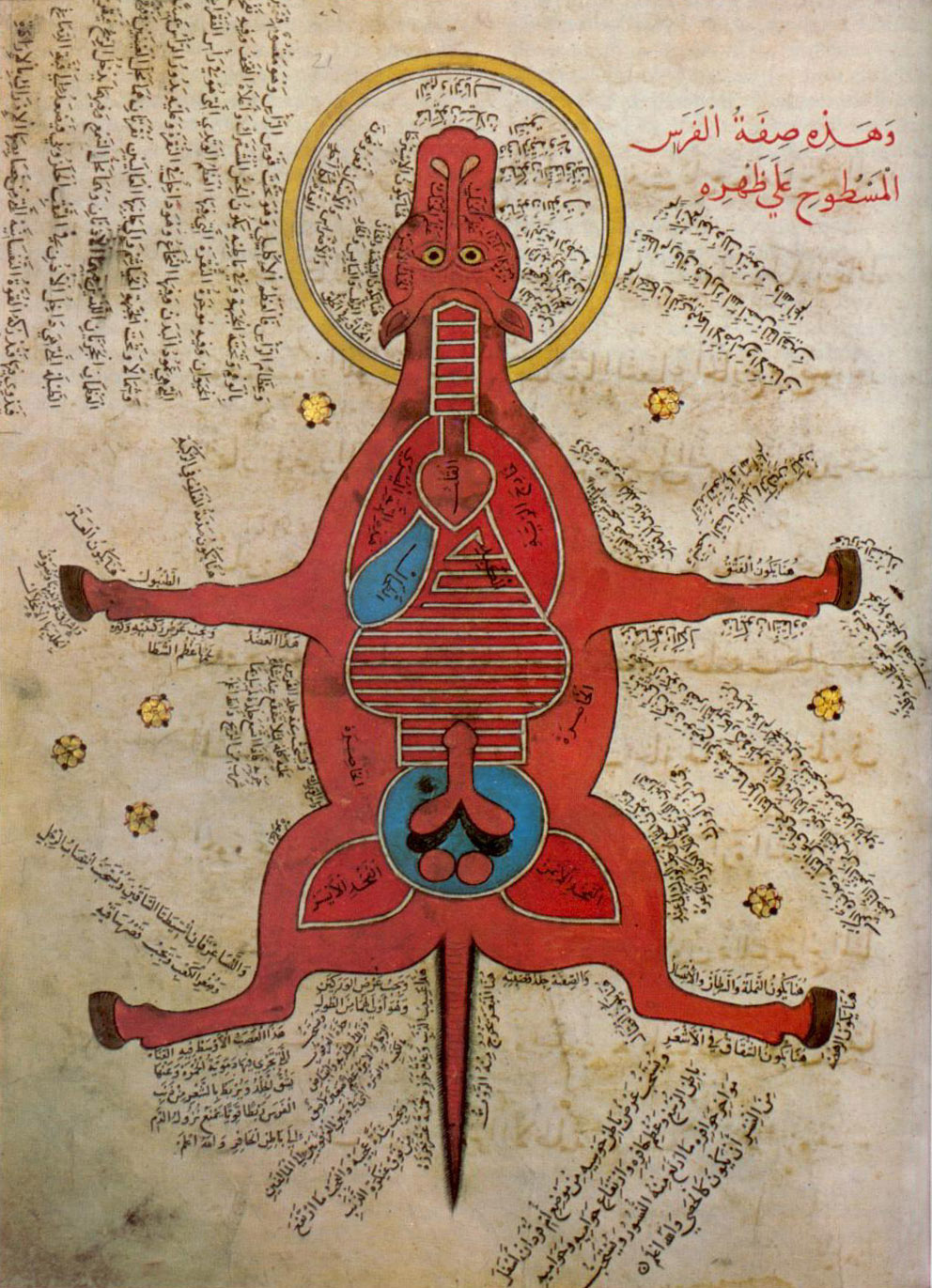
Анатомия лошади из средневекового египетского манускрипта XV века

Температура тела здоровой лошади от 37,5 до 38,5 °C. В скелете около 212 костей (по различным источникам, от 205 до 252). Отсутствуют кости ключицы, что позволяет лошади совершать большой захват пространства передними конечностями. Объем лёгких лошади может достигать 50 л. В покое лошадь дышит примерно 8—16 раз в минуту. Во время быстрой скачки или другой нагрузке частота дыхания увеличивается в 5—7 раз. Сердце лошади весит в среднем 4—5 кг, у отдельных особей — до 8 кг. В состоянии покоя частота сердечных ударов у лошади составляет 30—40 в минуту. Во время резвой скачки частота ударов возрастает до 120—130 в минуту, при этом через сердце проходит до 150 л крови.
Зубная система состоит из 3/3 резцов, 1/1 клыков (могут отсутствовать), 6/6 или 7/7 коренных; резцы с ровной жевательной поверхностью, на которой поперечно-овальная ямка; клыки малы и тупоконической формы; коренные зубы длинные, четырёхгранные, призматические с 4 извитыми складками эмали на жевательной поверхности; верхние, кроме того, с придаточной внутренней колонной эмалевого вещества.
У кобыл иногда бывают клыки. Вторые премоляры — «волчки» — есть не у всех лошадей. Они препятствуют использованию железа для управления лошадью, так как их контакт с удилами причиняет ей сильную боль. Существует практика удаления волчков хирургическим путём.

### Характер, темперамент

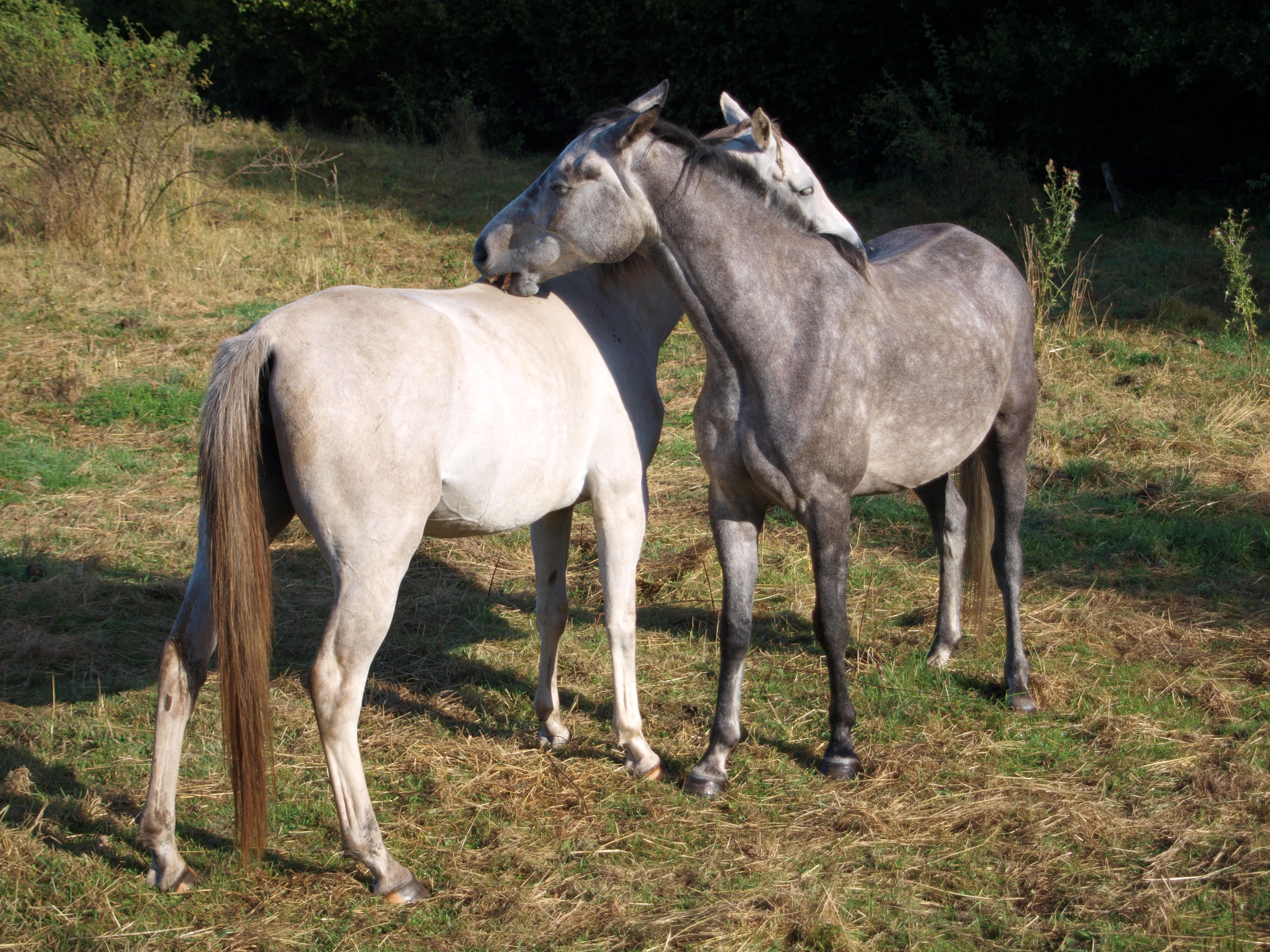
Социальное поведение

Темперамент лошадей обусловливается типом их высшей нервной деятельности. У лошадей тип высшей нервной деятельности врождённый и не меняется с возрастом. Всего их четыре:
- сильный уравновешенный подвижный (соответствует сангвиническому);
- сильный уравновешенный инертный (флегматик);
- сильный неуравновешенный (холерический);
- слабый (соответствует меланхолическому).

Типы высшей нервной деятельности от масти не зависят, а являются результатом унаследованных (генотипических) и индивидуально приобретённых (фенотипических) черт.
Тип высшей нервной деятельности лошади, состояние нервной системы, конституция определяют её рабочие качества и способность подчиняться человеку. Лучше, когда лошадь спокойная, даже флегматичная, чем горячая, безудержная. Если характер лошади может меняться в зависимости от условий содержания, от того, в какие руки она попадёт, а также с возрастом, то тип высшей нервной деятельности остаётся неизменным.

### Взаимоотношения с другими животными
На сельском подворье лошади зимуют вместе с коровами и овцами, разделённые только лёгкими деревянными перегородками. На лугу они также мирно пасутся рядом, поскольку им нужны разные виды трав: лошади предпочитают сочные, а козы и овцы — колючие. Также они поедают траву на разной высоте.
Иногда на лошадей в конюшне нападает ласка, которая любит конский пот. Она щекочет лошадей, доводя их до изнеможения, так что они покрываются пеной, а гривы и хвосты спутываются в колтуны. Чтобы избавить лошадей от этой напасти, прибегают к проверенной хитрости кавалеристов — в конюшне держат козла, запах которого ласке не нравится. Кошка, живущая в конюшне, устраняет грызунов, которые портят зерновой корм для лошадей и разносят инфекции; отсутствуют и издаваемые грызунами шорохи, пугающие лошадей, нет неприятного, специфического запаха.
Собаки давно известны как хорошие помощники в деле охраны лошадей. Особенная необходимость в них есть в Южной и Центральной Америке — по ночам на людей и домашних животных, в том числе и лошадей, нападают вампиры. Они кусают жертву и пьют из ранок кровь, а также могут заразить бешенством и рядом других опасных заболеваний. Собаки благодаря своей способности даже во сне улавливать ультразвуки, издаваемые этими рукокрылыми, вовремя отгоняют их.
Примером содружества домашних животных могут служить конные охоты. Хорошо обученная лошадь на охоте — не только средство передвижения, она по первому посылу всадника (а иногда и сама) бросается вслед за собаками за зверем. Прошедшие выучку животные работают слаженно. В Средней Азии до сих пор распространена «охота с седла»: охотник везёт собаку с собой на лошади, чтобы не устала. С высоты своего положения собака обозревает окрестности, а завидев добычу, спрыгивает и преследует её.
Совместно трудятся собаки и укрючные (пастушьи) лошади, охраняя скот. Лошадей предварительно обучают, развивая их врождённые способности. Беспрекословно подчиняясь командам чабанов и табунщиков, животные управляются с отарой овец или табуном лошадей. Пограничники, геологи, путешественники используют лошадей и собак в тандеме. Дружеские взаимоотношения объясняются тем, что эти животные принадлежат к разным потребительским полюсам: плотоядные и травоядные. Кроме того, их поведение во многом определяет человек, вгоняя в рамки их те или иные инстинкты и создавая спокойную, доброжелательную атмосферу. Хотя отдельных инцидентов избежать не удаётся — лошадь может лягнуть назойливую собаку. Но собака усваивает урок и больше к лошади не лезет. Случаются конфликты с парнокопытными: например, с быками в ковбойских спортивных состязаниях — родео, а в быту — и с обычными коровами.
Лошадь — существо очень мирное, но умеет за себя постоять. При столкновении с хищником лошадь пускает в ход копыта и зубы. Особенно смело кидаются на противников косячные (табунные) жеребцы. В арсенале самообороны — ярость и смелость косячных жеребцов, кидающихся на хищников, стойка «каре» в табуне, когда взрослые животные сбивают жеребят в кучу в центре круга, а сами становятся плотно друг к другу задними ногами наружу. Но чаще лошади стараются просто уйти от опасности. Их выручает природная способность быстро бегать. И очень многие лошади таким образом спасли своих всадников.
Лошадь возможно приучить к работе в одном номере с тиграми, медведями, львами. Лошадь нетрудно обучить пониманию и выполнению таких команд, как «Прими!», «Шагом!», «Рысью!», «Галоп!», «Стой!».

### Взаимоотношения с людьми
По данным учёных из Норвегии, лошади могут общаться с людьми при помощи символов, сообщая о своих желаниях, они способны делать осмысленный выбор и осознавать его последствия.

### Породы лошадей

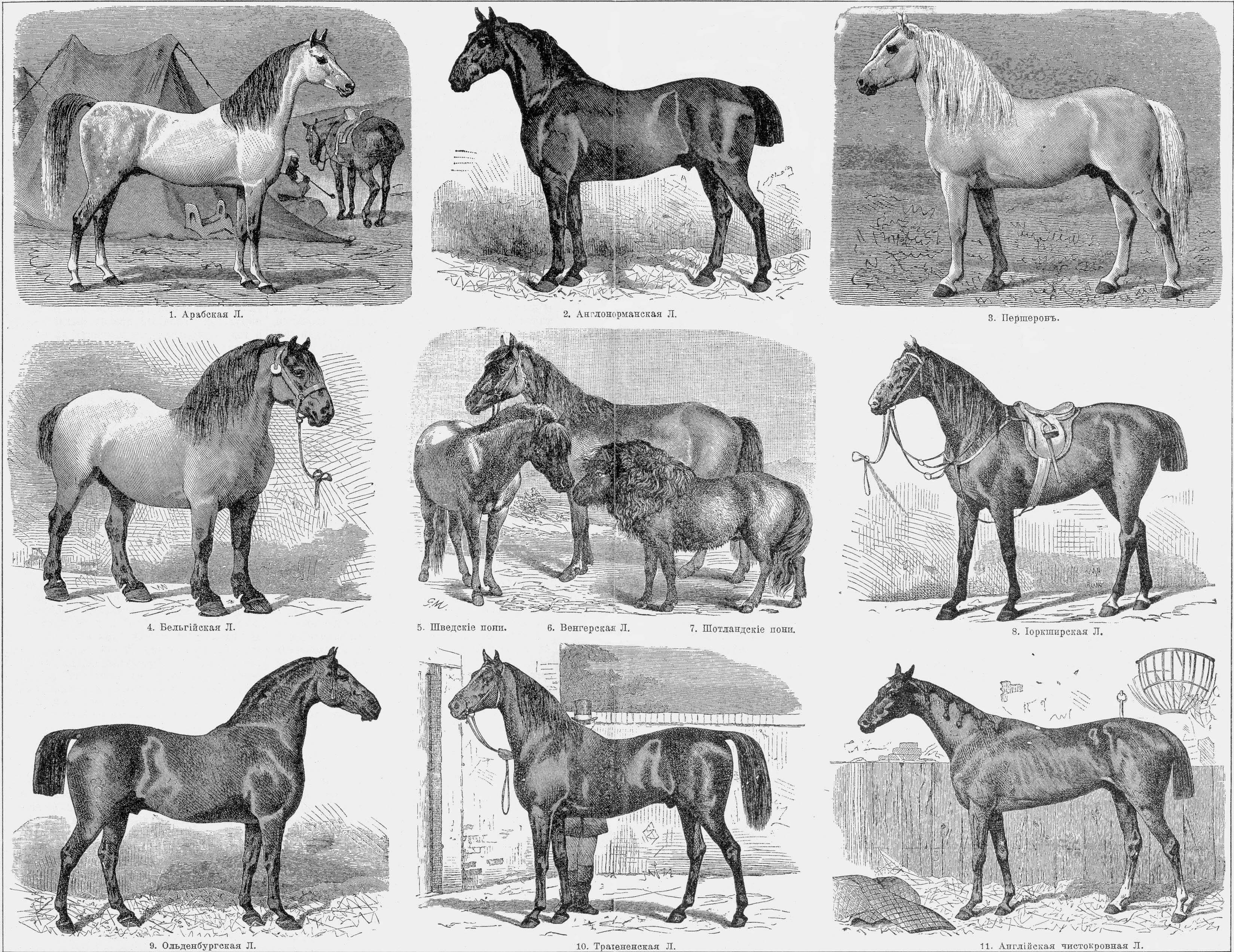
Породы лошадей

Структурно мир лошадей состоит из пород, породных групп и межпородных помесей — последние зачастую просто называются беспородными.
Породы лошадей очень разнообразны и многочисленны. Также выделяют несколько типов лошадей по назначению. Для досуга используют прогулочных лошадей «хобби-класса». Для туризма, верховой езды — спортивных лошадей, для ипподромных испытаний — скаковых и рысистых. В России к ним относится пятая часть от 2-миллионного поголовья лошадей. Рабоче-пользовательных лошадей в России около 1,5 млн, хотя потребность в них раза в три-четыре выше.
Из-за перестройки, распада СССР и экономической разрухи пришли в упадок все конные заводы, в которых выращивают породистых лошадей, а в большинстве деревень не осталось и рабочих лошадей. Сегодня на грани исчезновения находятся не только многие местные (аборигенные) породы — кузнецкая, нарымская, печорская, мезенская, обвинская, вятская, но и такие знаменитые заводские, как владимирский и советский тяжеловозы (в каждой из них осталось менее чем по 200 чистопородных кобыл), верховые — терская (чуть более ста кобыл) и кабардинская (полсотни чистопородных кобыл). Не лучшие времена переживает гордость России — орловская рысистая порода, которой в 2001 году исполнилось 225 лет.
В 1993 году во всём мире насчитывалось 427 пород лошадей, в бывшем СССР разводили примерно седьмую часть от них. Теперь в России осталось только три десятка отечественных пород, в том числе будёновская, русская верховая. Несколько всемирно известных — якутская, чистокровная верховая, арабская, ахалтекинская, тракененская, ганноверская, американская рысистая, першеронская, шетландский пони, единичные экземпляры таких пород, как ольденбургская, баварская, французская верховая, теннессийская, кватерхорс, андалузская. Для племенного разведения используют только 18 % лошадей от их общего количества.

## Использование

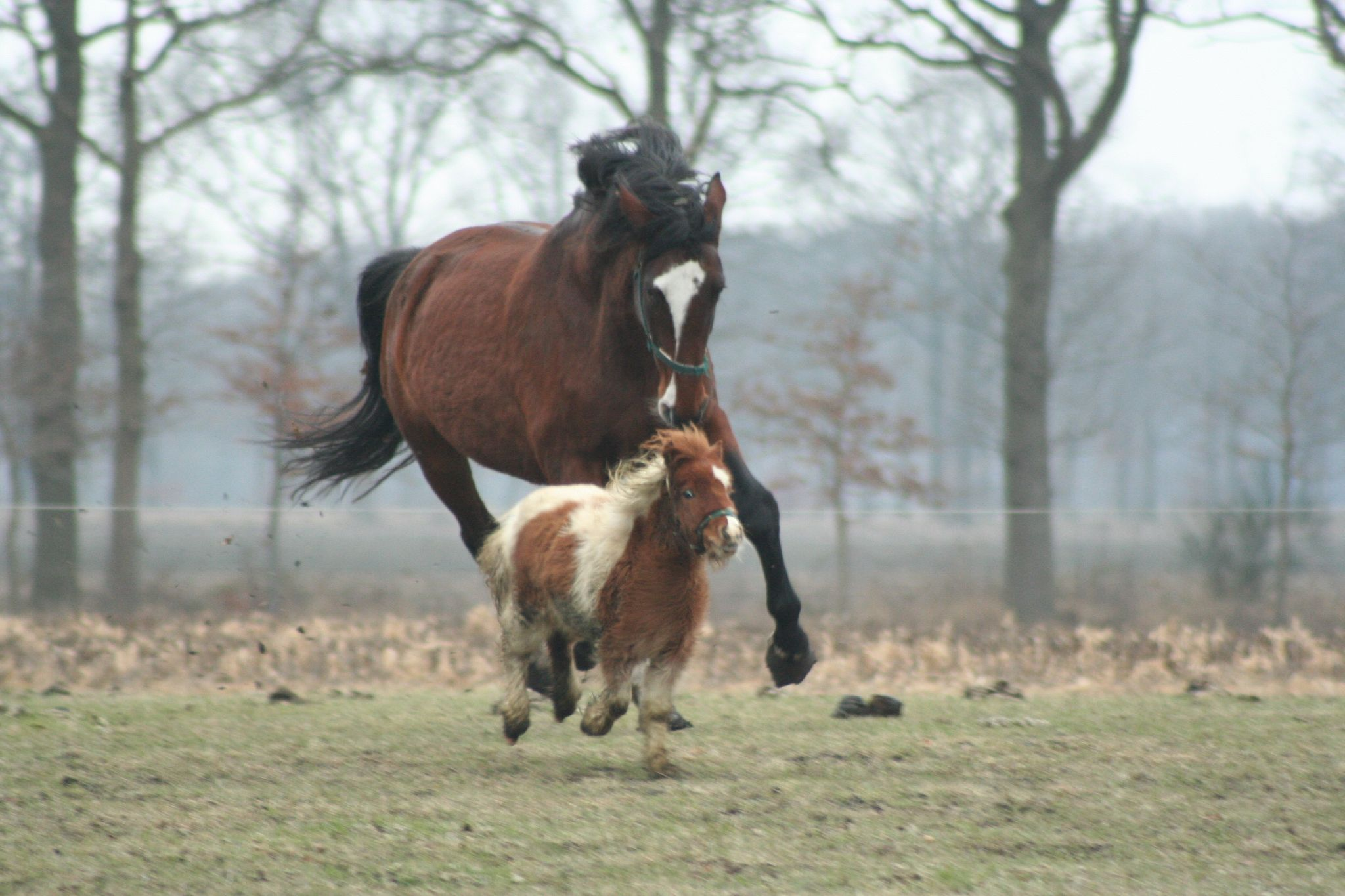
Лошадь и пони

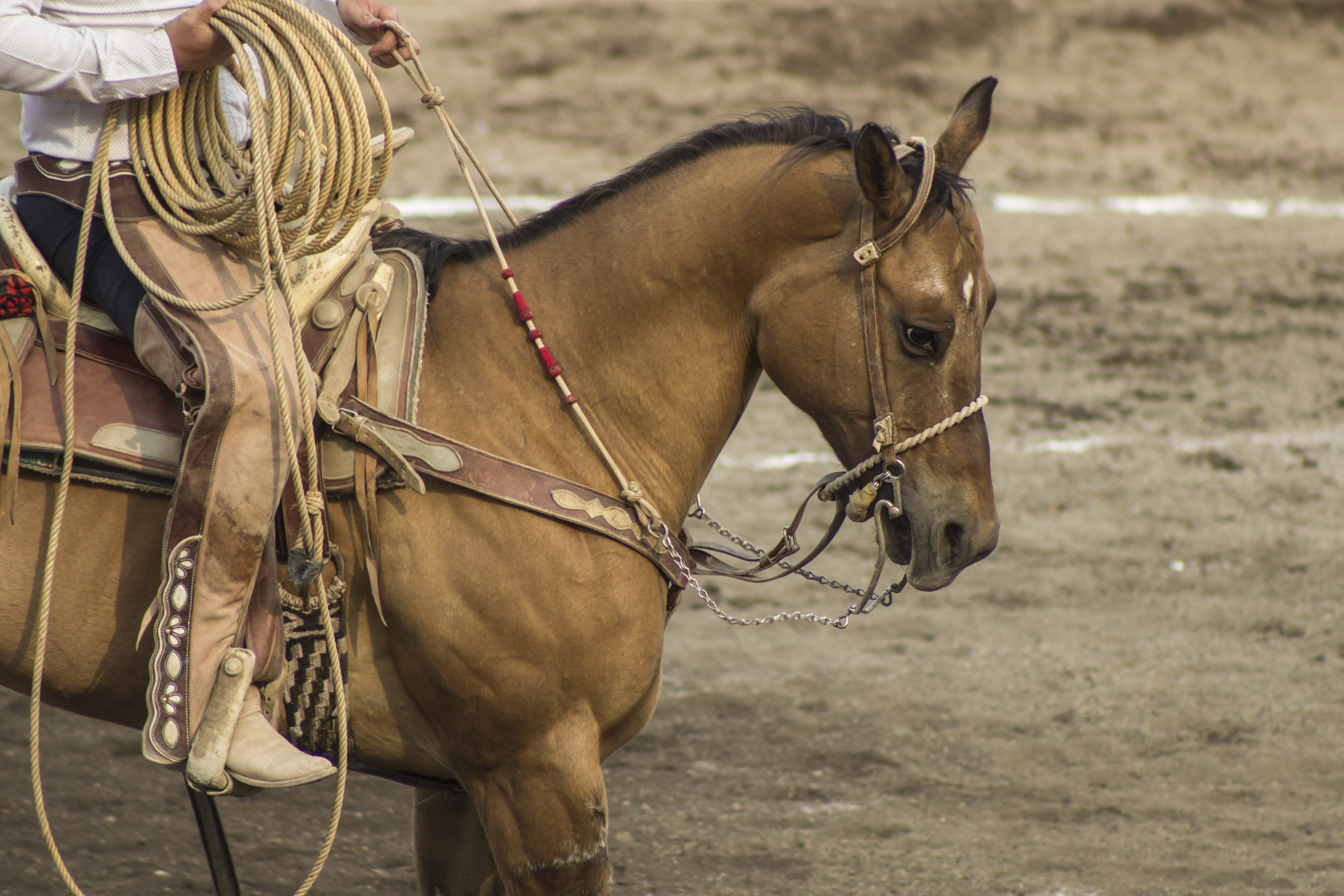
Мероприятие Charrería на Национальной ярмарке Сан-Маркос

Выносливость, быстрота движения и высокая способность к полезной производительности делают лошадь разносторонним рабочим животным и дают возможность пользоваться и в сельском хозяйстве и других отраслях промышленности, а также в военном деле и для целей спорта. При выборе живой рабочей силы до сих пор преимущество отдается лошади. Только в некоторых случаях, когда требуется особенно плавный и ровный ход, например, в машинной работе или при перевозке вьюков по гористым местам или пустыням, лошадь благодаря своему живому темпераменту уступает более флегматичным мулу и волу и менее требовательному верблюду.
Несмотря на механизацию и автоматизацию, рабочие лошади по-прежнему нужны на перевозках малогабаритных грузов, вспашке огородов и неудобий, уборке сена в труднодоступных местах, на небольших лесных полянах, при вывозке сена, передвижении по горным тропам, пастьбе животных. Они необходимы ветеринарным врачам, лесникам и другим специалистам, особенно в таёжных и горных районах.
Разнообразные потребности людей за всю историю их общения с лошадью вызвали необходимость создавать и формировать узкоспециальные породы лошадей в соответствии с требованиями времени. Отсюда такое разнообразие домашних лошадей — быстроаллюрные, сухие верховые лошади были нужны в кавалерию. Тяжеловозные и тяжелоупряжные породы таскали и возили тяжёлые грузы. Легкоупряжные, склонные к рыси лошади подходили под лёгкие повозки и экипажи для перевозки людей. Крупные, статные и более медлительные верховые кони подходили под тяжёлого всадника (например, закованного в латы рыцаря), а также они годились для красочного военного парада на площади, где всаднику, прежде всего, требуется «показать» себя. Более мелкие и некрасивые со множеством «недостатков» в экстерьере, но зато гораздо более выносливые и терпимые к скудным кормам лошади горных и степных районов подходили для долгих кочёвок и могли нести на себе тяжёлые вьюки. Горные лошади ещё и с лёгкостью проходили вместе со всадником и вьюками по узким горным тропам, бесстрашно перепрыгивали пропасти.
Люди старались вывести и приучить лошадей к самым разным, порой даже слишком специфическим надобностям. Например, в Исландии существующую древнюю породу исландских лошадей — мелких, лохматых животных — местные жители испокон веку использовали на полях.
Нужда в лёгкой упряжной лошади, бегущей уверенной рысью или иноходью и тем удобной для перевозки людей в экипажах, не только привела к тому, что в некоторых странах удалось вывести таких лошадей, но и дало развитие такой мощной мировой индустрии сегодня, как бега рысаков и иноходцев. Желание получить как можно более стремительную на галопе верховую лошадь привела к тому, что появились первые скачки, а впоследствии на этих скачках была выведена нужная порода — самые быстрые сегодня чистокровные верховые лошади. Испытания скачками также принесло плоды — прошедшие скачки в нескольких поколениях лошади, стали крупнее ростом, гармоничнее и выносливее.
Люди в прошлом использовали лошадей в отдыхе для конных охот, прогулок, рыцарских турниров, состязаний на лошадях.
Последнее «требование» человека к лошади — сверхмалый рост — просто дань моде. Знаменитые пони фалабелла размером с некрупную собаку были выведены в 1950-х годах в Аргентине как эксперимент, а теперь эти мини-лошадки стали популярны во всех частях света и стали очень дорого стоить. Они непригодны даже под очень маленького ребёнка — тяжело. Зато их можно держать в городской квартире и выгуливать, как собак.
Езда на лошади полезна для здоровья. Это отмечалось ещё Платоном (427—347 гг. до н. э.) и Плинием Старшим (23—79 гг. до н. э.). Верховая езда полезна для желудка и суставов, улучшает осанку и работу органов дыхания, снижает риск возникновения гипертонической болезни и появления инфаркта миокарда. Лечебная верховая езда называется райдингтерапия (от англ. ride — прогулка верхом), или иппотерапия (от др.-греч. ἵππος (hippos) — лошадь). Помимо этого, прогулки на лошадях хорошо влияют на состояние вестибулярного аппарата и дают организму необходимую физическую нагрузку. Для инвалидов верховая езда приносит радость движения, которой они в большинстве своём лишены.
Конное дело (коннозаводство и коневодство) развиты в ряде стран Азии, Европы, Южной и Северной Америки.

### Употребление в пищу

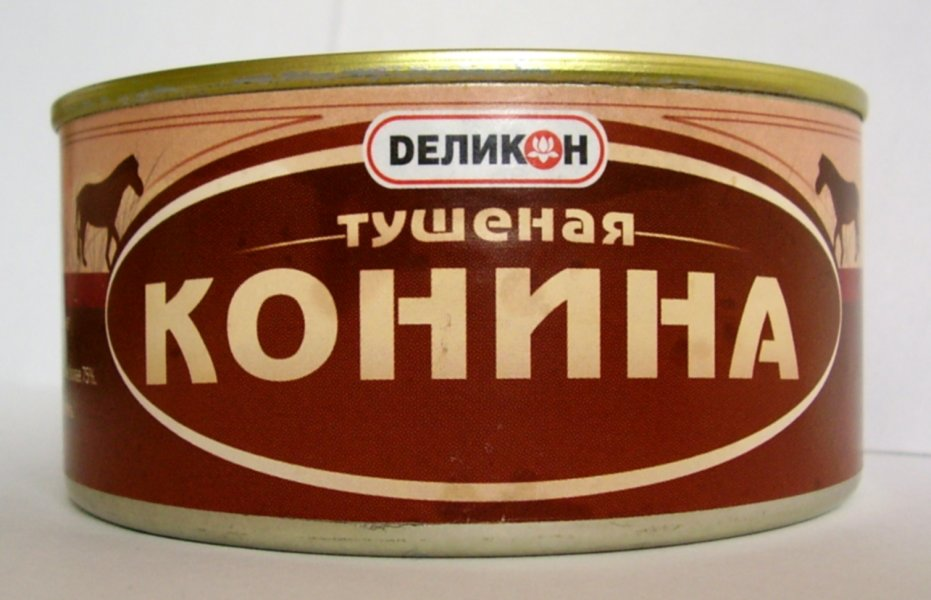
Тушёная конина (мясо коня или лошади)

Лошади представляют ценность и как продуктивные животные. В России продуктивное коневодство составляет 7 % от всего коневодства, поставляя ценное диетическое мясо. В западной культуре лошадь идёт в пищу только как корм для домашних животных (в особенности для собак), хотя некоторые народы употребляют мясо и молоко лошадей как пищу. Приготавливаемый из кобыльего молока кумыс считается целебным напитком (обладает тонизирующим и лечебным эффектом, исцеляет страдающих болезнями лёгких и желудка). В последнее время молоко кобыл используется для вскармливания грудных детей. Не каждая кобыла может дать нужное по составу и количеству молоко, чтобы получился отличный кумыс. В России для этих целей используют якутских, башкирских и монгольских лошадей.
Производство конского мяса (конины) сосредоточено в основном в Монголии и Средней Азии, а также России (Якутия, Тува). Во многие сорта копчёных колбас добавляется конина. В Италии, Франции, Бельгии, Японии и Якутии конина считается важным пищевым продуктом благодаря своему особому химическому составу.
Конина помогает печени при восстановлении после желтухи, конский жир используют при обморожениях и простудах.
Благодаря лошадям люди получают ценное сырьё для фармацевтической промышленности, в том числе и для производства противодифтерийной сыворотки.
Тем не менее, в США, Австралии и в Туркменистане конина в пищу не употребляется, а производится только на экспорт. В Туркменистане забой лошадей вообще запрещен. Забой лошадей также запрещен во многих штатах США, а конина имеет сильное культурное табу в американской культуре, и 83 % американцев поддерживают национальный запрет на убой лошадей.

### На войне

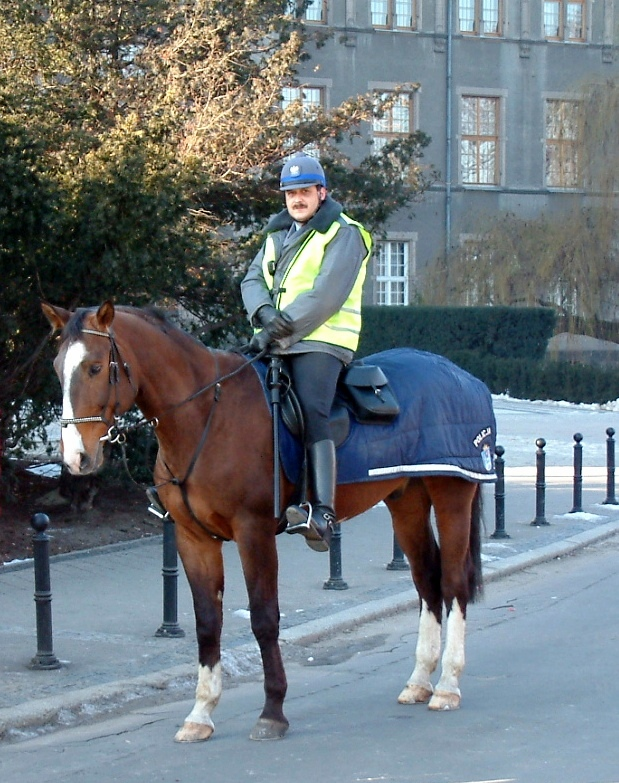
Конный полицейский в Польше

Применять лошадей в сражениях начали ещё в Месопотамии в 3 тысячелетии до н. э. В X веке до н. э. там же появились первые всадники. С тех пор лошадей в военных целях (для транспорта или для боя) использовали все без исключения народы, которые населяли местности, где лошади обитали. Лошади стали государственным достоянием: нет хороших лошадей — не будет и побед в войне. Потому забота о лошади во все времена была первостепенной для каждого воина.
Люди развивали лошадей, постоянно улучшая все качества верховой лошади, как внутренние, так и внешние.
Значение лошади как вьючного и тяглового животного оставалось до начала 1950-х гг. XX века огромнейшим. К началу Второй мировой войны артиллерия пехотных дивизий всех воюющих стран была на конной тяге.
В 1941 году единственная на тот момент кавалерийская дивизия Вермахта, будучи в составе танковой группы Гудериана, наступала через труднопроходимую местность Припятских болот.
Лошадь способна двигаться почти по любой местности, в отличие от машин. Поэтому она часто используется в горно-егерских подразделениях как вьючное животное.
В наше время лошадей использует полиция большинства развитых стран там, где любой другой вид транспорта оказывается бесполезным.
В России подразделения конной полиции используются для патрулирования, а также для охраны массовых мероприятий. Считается[кем?], что вид полицейских, возвышающихся над толпой верхом на сильных животных, оказывает подавляющее, сдерживающее влияние на толпу.

### Конный спорт
Конный спорт превратился в развитую отрасль индустрии. Классические виды конного спорта — выездка (высшая школа верховой езды, Dressage), конкур (преодоление препятствий, Show Jumping) и троеборье (Millitary, Three day event). Другие дисциплины включают в себя конные пробеги на лошадях, скоростные или дистанционные, соревнования на упряжках (парных или четвериках, драйвинг).
Для улучшения хода, выработки резвости среди рысаков всегда проводили соревнования, или испытания, как говорят конники. Состязались вначале поодиночке, с «поддужными» лошадьми под всадниками (поддужная скакала рядом с дугой рысака, чтобы побуждать его азартнее бежать, — своим присутствием она вносила дух состязательности). Впоследствии появились ипподромы со специальными дорожками в виде параллельных прямых, по которым одновременно бежали уже две-три лошади. Позднее в заезде стало участвовать ещё большее количество лошадей и бежали они по эллипсовидному кругу.
В Москве ежегодно разыгрывается один из этапов Кубка мира и Кубок мэра по выездке и конкуру с призовым фондом 200 тысяч долларов. На этих соревнованиях можно увидеть лучших всадников планеты, таких, как многократные чемпионы мира Вилли Меллигер из Швейцарии и Франке Слоотаак из Германии, олимпийский чемпион голландец Йеро Дуббелдам и др.
Широкое развитие в мире получил детский конный спорт.

### Выставки и шоу
Конные шоу очень популярны в США. Они собирают одновременно до 10—15 тысяч лошадей и проводятся на таких праздничных мероприятиях, как Всемирные конные выставки или фестивали родео — вестерн райдерн.

### В России
На Руси (в России) по использованию лошади были:
- упряжна́я:
  - коренная или коренник — лошадь, запряжённая в оглобли или припряжённая к дышлу. Использовались не только для тяги и поворота, но и для сдерживания повозки. В качестве коренников использовались лошади более рослые и массивные;
  - пристяжная — лошадь, расположенная рядом с коренником в паре, тройке или тачаночной запряжке. Припрягалась с помощью постромков, тянула вперёд и участвовала в поворачивании повозки;
  - ды́шельная — лошадь в дышельной упряжке;
  - выносная (подседельная и подручная) — лошадь, припряжённая впереди коренника постромками и тянувшая вперёд;
- верховая;
- вьючная[17].

Также в некоторых сферах деятельности использовались понятия рабочая лошадь, офицерская лошадь, подъёмная лошадь, запасные заводные, заручные лошади и др.

## В культуре
Восточные ханы, владельцы чистопородных лошадей — кеглянов — не продавали своих скакунов, а только дарили высоким гостям и друзьям. Породистая лошадь в настоящее время является очень ценным подарком. Стоимость выдающихся лошадей чистокровной породы может превышать миллионы и десятки миллионов долларов. Конный рынок носит название аукционы лошадей.
Во многих странах лошади являются не только предметом роскоши, но традицией. Эффектные парады конниц и каретные выезды остаются обязательным атрибутом национальных торжеств во многих странах (например, в Великобритании, которая дала миру много пород). На Востоке лошадь до сих пор часто является предметом особого культа. В 4—3-м тысячелетиях до н. э. культ этих животных был распространён во многих странах.
В мире установлено множество памятников лошадям, некоторые из них носят историческое значение, некоторые культурно-архитектурное. В России есть памятники лошадям: орловским рысакам Квадрату, Улову, Кипру, ахалтекинцу Абсенту (победителю в Большом призе по выездке на Олимпийских играх в 1960 году в Риме), будённовскому жеребцу Символу, русскому тяжеловозу Кокетливому, чистокровному верховому Анилину — трёхкратному победителю Кубка Европы.
Конное дело — составная часть человеческой культуры. С ними связано множество примет, мифов, легенд и сказок, народные песни, поэзия, живопись, скульптура, кино. Модно обзаводиться собственными, семейными лошадьми. Но пока большинство российских детей знакомится с лошадьми в зоопарке и цирке (так же, как их сверстники в других странах, они обожают совсем маленьких лошадей — в России это, как правило, шетлендские пони).
В геральдике конь совмещает в себе символические качества нескольких животных: храбрость льва, зрение орла, силу вола, быстроту оленя, ловкость лисицы, в гербе представляется всегда в профиль. Эмблеме этой придаются по разным положениям следующие названия: лошадь называется дикой (фр. gai), если она без узды; взнузданной (фр. bridé), осёдланной (фр. sellé), покрытой латами (фр. bardé), попоной (фр. caparaçonné); причём в точности означается, какого цвета украшение, сбруя или покров лошади. Конь предполагается рассерженным, бешеным (фр. effaré, cabré), когда поднялся на дыбы, и только играющим (фр. animé), когда цвет глаз отличен от цвета всего тела.
Конской сбруе отводилась не только хозяйственная роль, но и магическая. В наузе, привешиваемой на ремне или шнуре под шеей лошади хранились обереги, бумажки с заговорами.

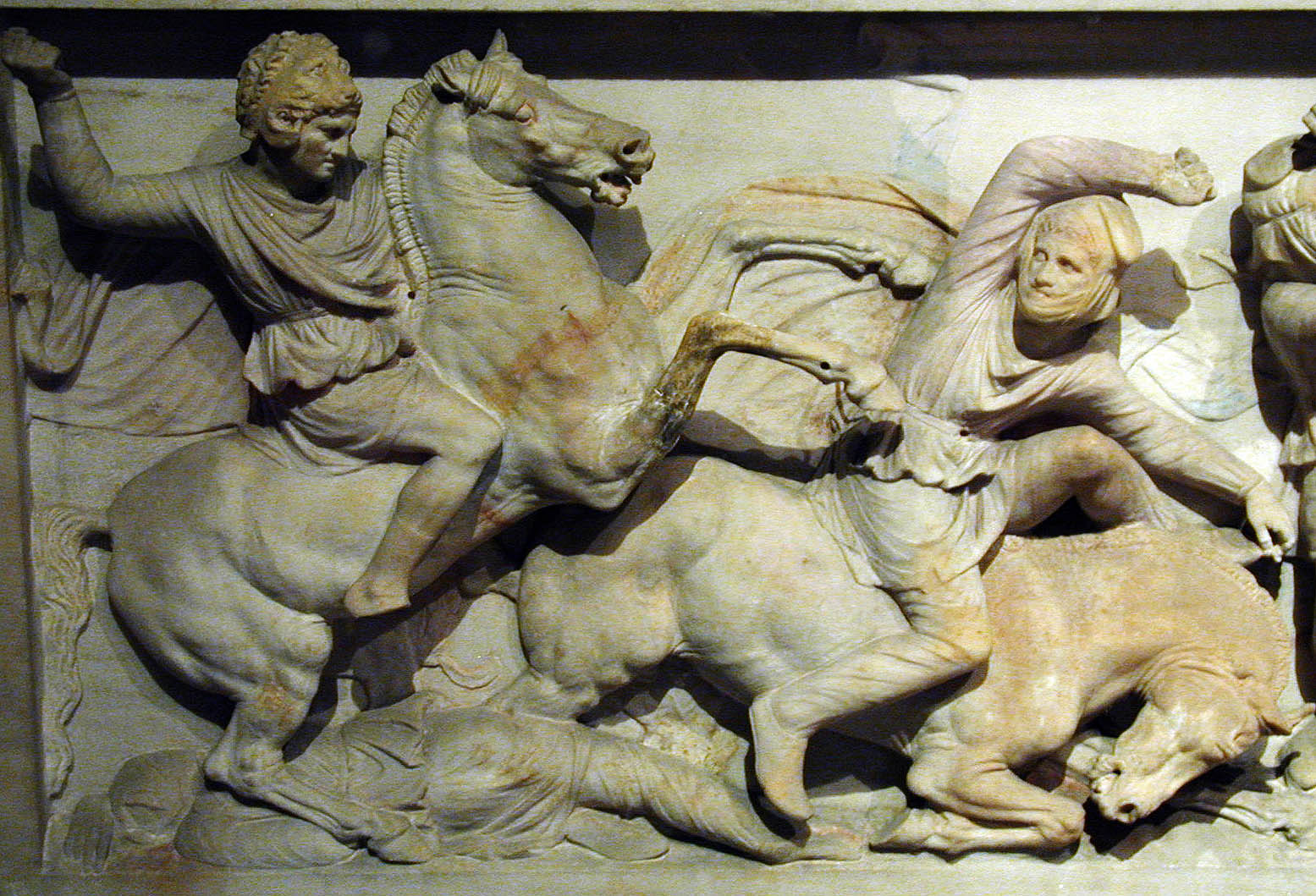
Александр Македонский на Буцефале (саркофаг из Сидона)
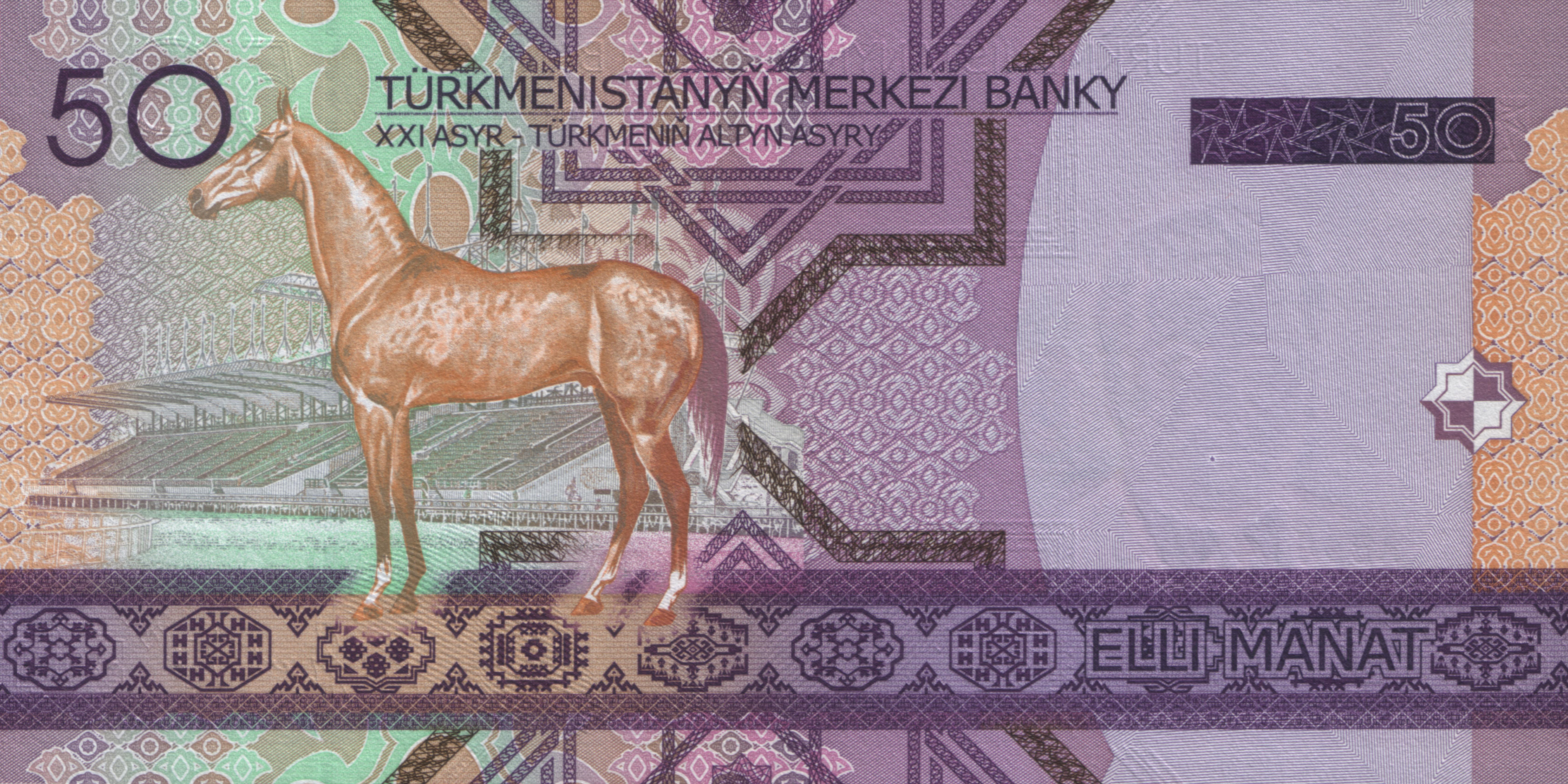
Ахалтекинская лошадь на туркменских манатах, 2005
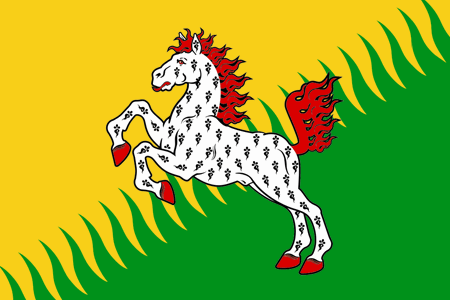
Флаг Сивинского района Пермского края
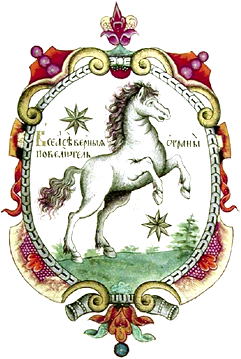
Геральдический конь на гербе «Северной страны»
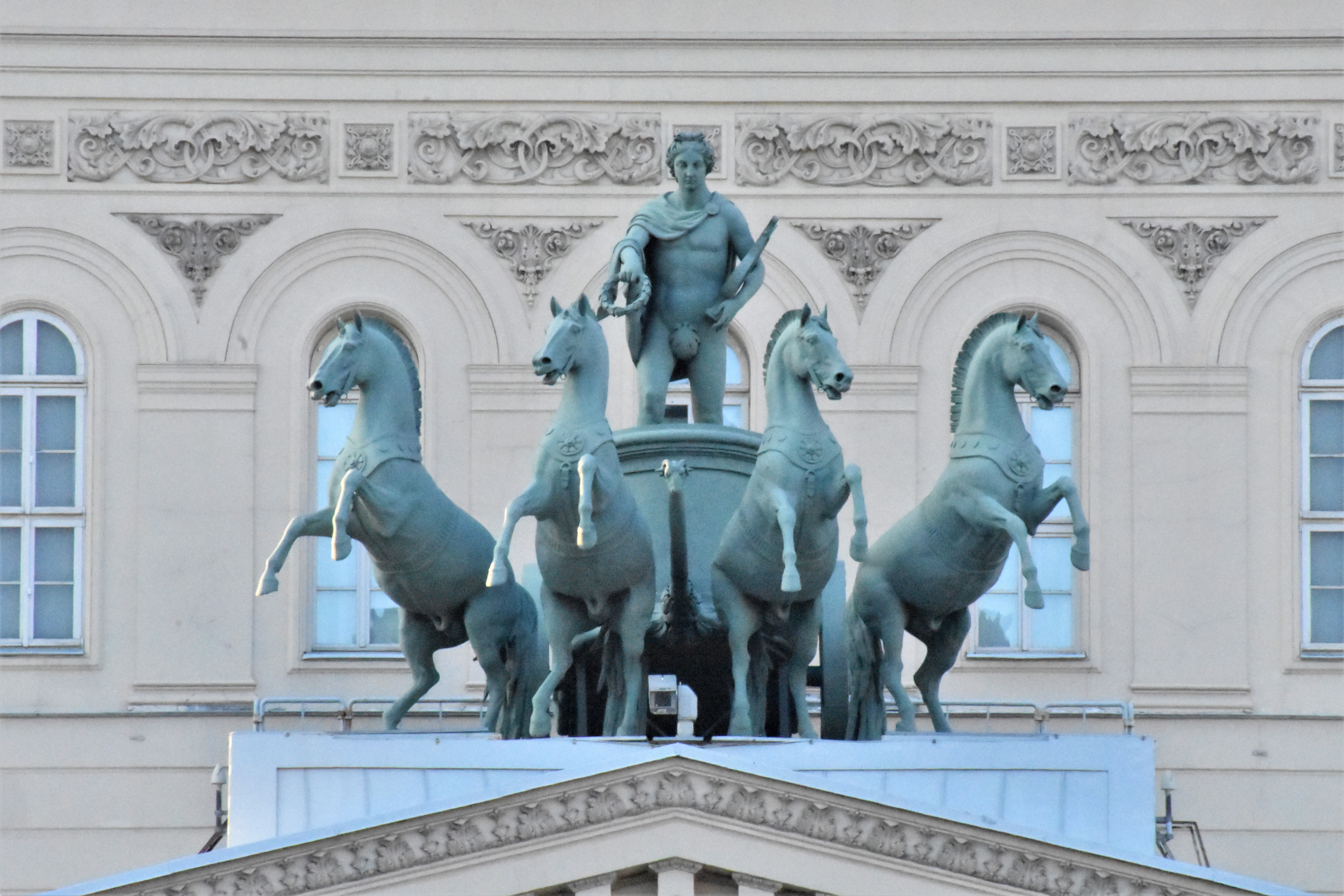
Квадрига Аполлона над портиком Большого театра, изображена и на купюрах в 100 ₽

### В башкирской мифологии
По древнебашкирским мифологическим представлениям, кони пришли к людям из озера, которое и до настоящего времени называется «Йылкысыкканкуль» («озеро, из которого вышли лошади»). Это озеро находится в трёх километрах от пещеры Шульган-таш (Капова пещера), в которой и сохранился наскальный рисунок лошади позднего палеолита.
Для древних башкир культ лошади был настолько тесно связан с водой, что даже первый конь носил имя Акбузат — «ледовый конь». Согласно эпосу «Акбузат», он был получен Хаубеном в подарок от дочери падишаха-водной стихии. Акбузат поднялся к Хаубену и ко всем башкирам из-под воды, со дна озера и вывел вместе с собой табуны лошадей.
В башкирской мифологии лошадь наделена даром человеческой речи, способностью к перевоплощению. В критических ситуациях она может принять вид священного родового дерева, ветви которого поднимают героя наверх и спасают его от преследователей. На территории Башкортостана в Белорецком районе сохранилось каменное изваяние, называемое «каменный жеребёнок» или «летний камень». Оно почиталось как священное, ему поклонялись и приносили жертвы; верили, что с его помощью можно вызвать или остановить дождь. Лошадь являлась защитником людей от зла, болезней и несчастий. Считалось, что конский глаз наделен сверхъестественной способностью видеть скрытое от человека. В качестве оберега над ульями, на кольях оград и на воротах устанавливали лошадиный череп. Магическая сила передавалась веревкам, свитых из конских волос или кожи, их брали с собой в дорогу, клали возле себя во время сна как оберег от змей.

### В лексикографии русского языка

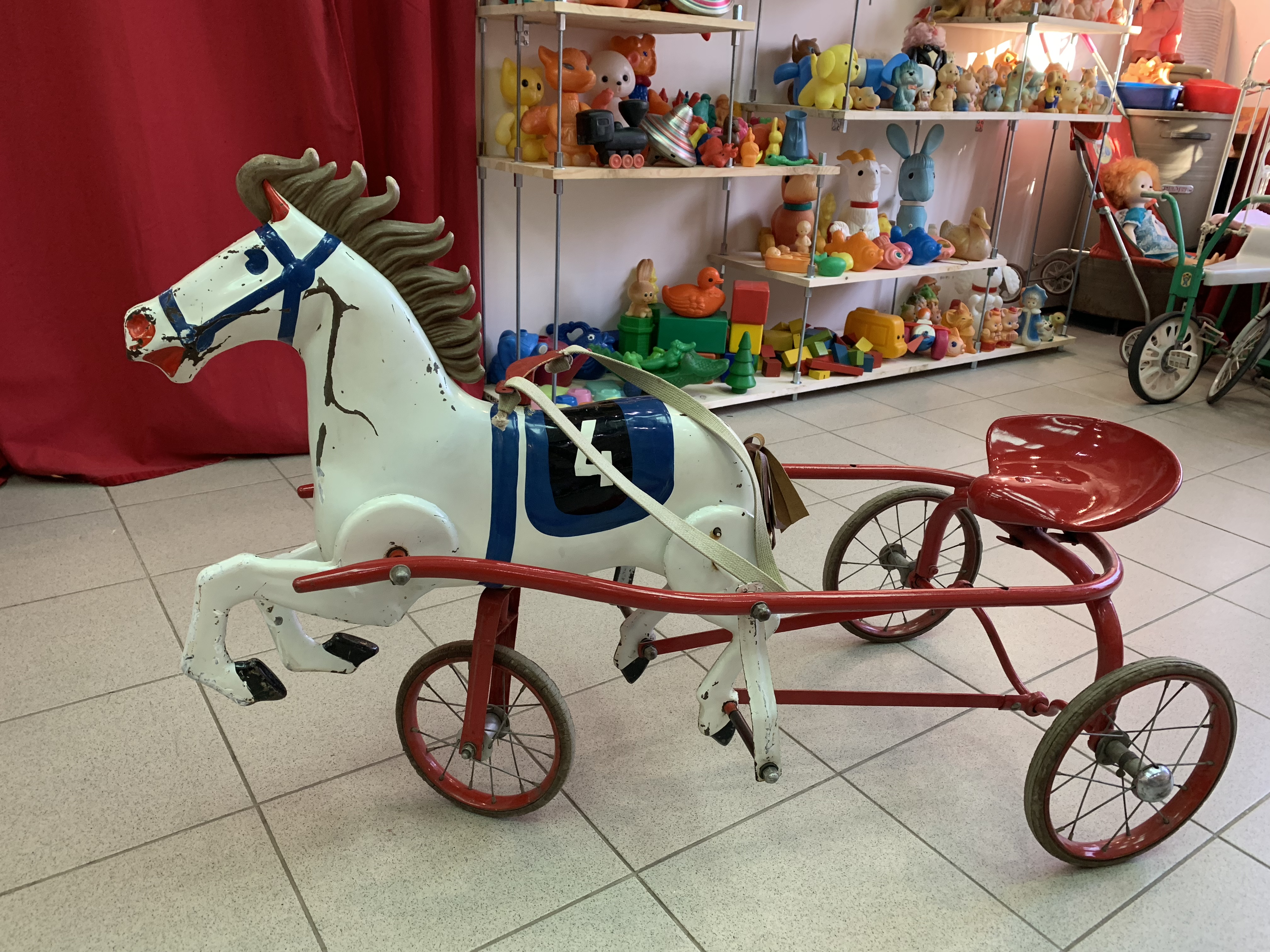
Появлению фразеологизма «конь педальный», являющегося метафорой, способствовал выпускавшийся в середине XX века в СССР детский трёхколёсный велосипед «Конь педальный» (Арт. 140)

Слово «лошадь» в русском языке имеет тюркские корни, его синоним «конь» — славянского происхождения. При этом словоупотребление их имеет некоторые различия. Иногда, особенно в разговорной речи, они противопоставляются для обозначения половой принадлежности самки и самца (кобылы и жеребца), но в основном без половой принадлежности «лошадь» употребляется в публицистике и научной литературе, в то время как «конь» — в художественной и военной.
Оба слова могут употребляться в качестве зооморфизма, в частности в фразеологических оборотах, от вполне нейтральных и безобидных, до окрашенных негативным смыслом. К примеру обращение «лошадь» к девушке, выражения «конь педальный», «конь в пальто» (вариант: «лошадь в манто»), «тёмная лошадка», «дарённому коню в зубы не смотрят», «старый конь борозды не испортит», «от работы кони дохнут», «не в коня корм (овёс)», «ржёт как лошадь», «не гони лошадей», «принц на белом коне», «сферический конь в вакууме», «что конь, что кобыла, всё равно нет разницы», «конём не объедешь», «ни конному, ни пешему» и т. д.
Лексемы, связанные с домашней лошадью, в разных языках имеют как сходства, так и различия. Так, «лошадь» и «конь» в русском, «horse» в английском, «Pferd» в немецком, носят разные смысловые нагрузки. «Жеребец» и «кобыла» тоже могут употребляться в переносном смысле, обычно в негативном смысле.